# Бакінгем Тауншип (округ Вейн, Пенсільванія)
Бакінгем Тауншип (англ. Buckingham Township) — селище (англ. township) в США, в окрузі Вейн штату Пенсільванія. Населення — 506 осіб (2020).

## Демографія
Згідно з переписом 2010 року, у селищі мешкало 520 осіб у 260 домогосподарствах у складі 148 родин. Було 523 помешкання
Расовий склад населення:
| - 97,7 % — білих - 0,6 % — азіатів - 0,2 % — чорних або афроамериканців |

До двох чи більше рас належало 1,0 %. Частка іспаномовних становила 2,5 % від усіх жителів.
За віковим діапазоном населення розподілялося таким чином: 13,1 % — особи молодші 18 років, 60,9 % — особи у віці 18—64 років, 26,0 % — особи у віці 65 років та старші. Медіана віку мешканця становила 53,3 року. На 100 осіб жіночої статі у селищі припадало 95,5 чоловіків;  на 100 жінок у віці від 18 років та старших — 100,9 чоловіків також старших 18 років.
Середній дохід на одне домашнє господарство  становив 48 643 долари США (медіана — 41 000), а середній дохід на одну сім'ю — 63 502 долари (медіана — 59 167). За межею бідності перебувало 10,2 % осіб, у тому числі 0,0 % дітей у віці до 18 років та 4,4 % осіб у віці 65 років та старших.
Цивільне працевлаштоване населення становило 210 осіб. Основні галузі зайнятості: освіта, охорона здоров'я та соціальна допомога — 25,7 %, сільське господарство, лісництво, риболовля — 18,1 %, роздрібна торгівля — 8,6 %, науковці, спеціалісти, менеджери — 8,1 %.